# Instorting van de Francis Scott Key Bridge
De instorting van de Francis Scott Key Bridge in Baltimore in de Amerikaanse staat Maryland op 26 maart 2024 was het gevolg van een aanvaring door het containerschip MV Dali.

## Relaas

In rood het ingestorte deel van de brug

Op 26 maart 2024 om 00.39 uur plaatselijke tijd vertrok het Singaporese containerschip MV Dali van Synergy Marine Group, met 22 opvarenden van Indiase afkomst en twee Amerikaanse loodsen, uit de haven van Baltimore met als bestemming de haven van Colombo op Sri Lanka. Kort na vertrek, om 1:24 uur, viel de stroom uit, waardoor het zijn aandrijving verloor en stuurloos werd. De noodgenerator kon de motoren niet terug opstarten. Om 1:27 werd door de bemanning een mayday verstuurd naar de lokale havenautoriteiten, met het verzoek de brug af te laten sluiten voor verkeer door de verkeerspolitie. De politie was binnen een minuut ter plaatse en sloot de opritten aan beide kanten van de brug af. Tegelijkertijd wierp de bemanning de ankers van het schip uit in de hoop een aanvaring te voorkomen. Een minuut later, om 1:28, kwam het schip desondanks met een snelheid van 15 km/u in aanvaring met een steunpilaar van de Key Bridge. 30 seconden later viel de boog van de brug deels op het schip en deels in het water, waardoor de brug praktisch volledig was ingestort. Slechts een deel aan beide oevers van de rivier bleef overeind.
Het hele gebeuren werd door omstanders gefilmd. Volgens een omwonende voelde de instorting als een aardbeving.

### Slachtoffers
Meerdere voertuigen, waaronder een cementmixer, die al op de brug waren voor deze afgesloten werd vielen in de rivier. In eerste instantie werd gedacht dat er geen inzittenden waren, maar later bleek van wel. De twee inzittenden waren een man uit Guatemala en een man uit Mexico. Acht wegwerkers, die bezig waren met herstellingen op de brug, raakten vermist. De hulpdiensten konden al vrij snel twee van hen redden. De gouverneur van de Amerikaanse staat Maryland, Wes Moore, kondigde de noodtoestand af. Een helikopter en boten van de United States Coast Guard werd uitgestuurd. Ook een team van 50 public safety divers, voorzien van sonarapparatuur, ging op zoek naar de vermiste wegwerkers en andere mogelijke slachtoffers. Hun overlevingskansen werden laag ingeschat als gevolg van de lage temperaturen (8 graden Celsius) in Baltimore. Uiteindelijk werden twee wegwerkers dood teruggevonden, waarna de zoektocht werd stopgezet, onder meer vanwege verder instortingsgevaar van de brug. De hulpdiensten veronderstelden dat hun vermiste collega's ook overleden zijn. Een van hen was afkomstig uit Honduras, twee uit Guatemala en twee anderen uit El Salvador en Mexico.
De twee geredde wegwerkers waren er verschillend aan toe: de ene was in kritieke toestand; de andere werd zonder noemenswaardige verwondingen naar huis gestuurd. Het scheepspersoneel liep ook geen verwondingen op, al zei de Indiase Minister van Buitenlandse Zaken nadien dat een van de bemanningsleden hechtingen nodig had.

### Schade aan het schip
13 van de 4700 containers aan boord waren zwaar beschadigd. Twee andere containers waren in het water gevallen. De romp van het schip was flink ingedeukt en de rest van het schip was doorboord door loshangende delen van de brug. Door de zwaarte van de brug werd het schip tegen de bodem van de rivier gedrukt. Volgens het containerbedrijf was het water niet vervuild geraakt, maar later werd ontdekt dat er olie uit het schip was gelekt.

### Onderzoek
De zwarte doos van het schip wordt onderzocht om onder meer de oorzaak van het elektriciteitsfalen te achterhalen. Uit het eerste onderzoek aan de brug bleek dat de brug bouwtechnisch volledig aan alle normen voldeed. Naast de brugpijlers bevonden zich dukdalfen om schade of instorting na een aanvaring te voorkomen, maar die bleken gezien de zwaarte van het schip onvoldoende bestand.

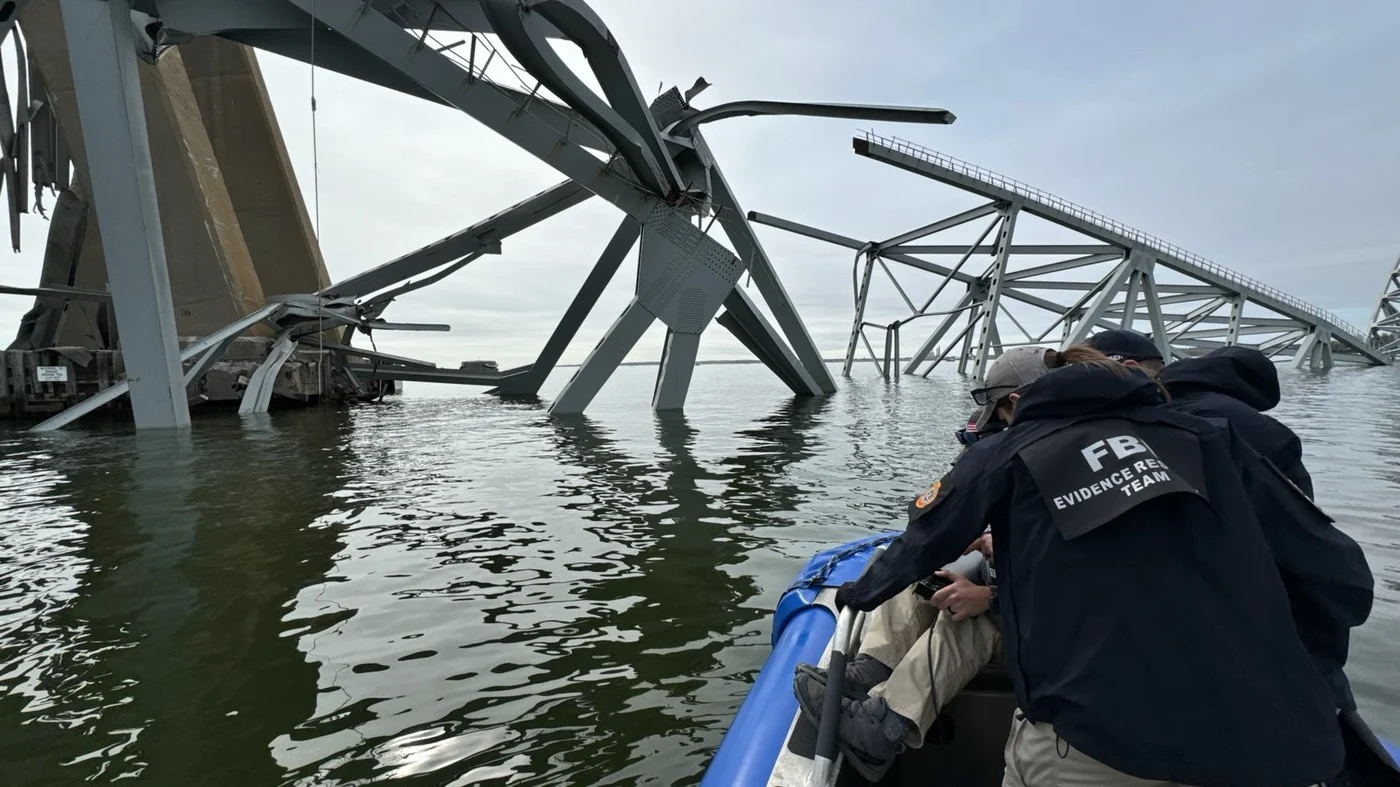
De FBI ter plekke

Op 27 maart 2024 kondigde het National Transportation Safety Board (NTSB) aan een onderzoek in te stellen naar het lekken van gevaarlijke stoffen aan boord van het schip. 56 van de containers zouden namelijk lithium-ion-accu's bevatten. Het eerste rapport wordt twee tot vier weken na het incident verwacht; het uitgebreide onderzoek na twaalf tot vierentwintig maanden. Ook werd diezelfde dag een onderzoeksteam bestaande uit personen van de United States Coast Guard, Maryland Department of the Environment, Maryland Transportation Authority, Maryland State Police en Synergy Marine opgericht. Het team gaat samenwerken met andere onderzoekers, van onder andere het NTSB. Voor het onderzoek werd een website opgetuigd, keybridgeresponse2024.com. Verder stuurden het Singaporese Transport Safety Investigation Bureau (TSIB) en de MPA afgevaardigden naar Baltimore om te helpen bij het onderzoek.
De FBI werd in eerste instantie ook ingeschakeld, maar die sloot terrorisme uit.

#### Mogelijke oorzaken
Er worden meerdere oorzaken voor het uitvallen van de stroom aan boord van het schip onderzocht. Zo zou er mogelijk verkeerde of verontreinigde brandstof zijn gebruikt.

### Tijdlijn
Op basis van de zwarte doos en het politieverslag is door de NTSB een eerste tijdlijn gemaakt.
| Tijdstip | Gebeurtenis |
| -------- | --- |
| 00:39    | Dali vertrekt uit de Seagirt Marine Terminal.                                                                                               |
| 01:07    | Dali bereikt het Fort McHenry-kanaal. |
| 01:24    | Dali zet koers naar ~141° met een snelheid van ~8 knopen (15 km/u).                                                                         |
| 01:24:32 | De eerste lichten aan boord van Dali vallen uit.                                                                                            |
| 01:24:59 | Er is sprake van een volledige stroomstoring en de aandrijving begeeft het. Meerdere alarmen gaan af.                                       |
| 01:25:31 | De lichten aan boord van Dali gaan weer aan.                                                                                                |
| 01:25:40 | Er is zwarte rook zichtbaar boven het schip.                                                                                                |
| 01:26:37 | De lichten gaan weer uit. |
| 01:26:39 | Een van de loodsen vraagt om assistentie van een sleepboot.                                                                                 |
| 01:27:04 | De loods instrueert om een anker uit te gooien, daar het schip inmiddels onbestuurbaar is geworden.                                         |
| 01:27:09 | De lichten aan boord van Dali gaan weer aan.                                                                                                |
| 01:27:25 | Er wordt een mayday uitgezonden, daar er sprake is van een totale uitval van systemen en de Key Bridge in zicht is.                         |
| 01:27:53 | De MDTA stuurt politieagenten naar de brug.                                                                                                 |
| 01:28:09 | Het laatste rijdende voertuig verlaat de brug.                                                                                              |
| 01:28:49 | Het anker van Dali sleept over de rivierbodem, waarna de eerste aanvaring met de brug plaatsvindt met een snelheid van ~7 knopen (13 km/u). |
| 01:29:00 | Het anker blijft over de rivierbodem slepen.                                                                                                |
| 01:29:27 | MDTA-agenten maken melding van instorting van de brug.                                                                                      |
| 01:29:39 | De scheepsloodsen maken eveneens melding van instorting van de brug.                                                                        |

## Nasleep

De ingestorte brug (overzichtsfoto)

Door de instorting van de brug werd het overgrote deel van de haven van Baltimore onbereikbaar. Op het moment van instorten waren er ongeveer 70 schepen onderweg naar de haven, waarvan er 40 strandden in de omgeving van het ongeval. Alleen de Tradepoint Atlantic Marine Terminal in Sparrows Point was nog bereikbaar.
De I-695, die over de brug loopt, zal voorlopig deels gesloten blijven. Verkeer wordt omgeleid via de I-95 en I-895, die via respectievelijk de Fort McHenry- en Baltimore Harbor-tunnel lopen.
De getroffen terminals in de haven blijven gesloten totdat het kanaal is vrijgemaakt. Mærsk heeft alle activiteiten in de omgeving stilgelegd; Stellantis, General Motors en Toyota gaan tijdelijk gebruikmaken van andere havens. De terminals van Mercedes-Benz, CSX en Consol Energy waren eveneens onbereikbaar geworden. Gouverneur Wes Moore waarschuwde dat 8000 banen op het spel stonden. De inkomstendelving wordt geschat op ruim 15 miljoen dollar per dag.
On 28 maart boden de gouverneur van New York, Kathy Hochul, en de gouverneur van New Jersey, Phil Murphy, aan om de havens van hun staten open te stellen voor getroffen bedrijven. Politici van de Maryland General Assembly en het senaat van Maryland kondigden een noodfonds voor getroffen werknemers en lokale bedrijven aan. Republikeinse senatoren Bryan Simonaire en Johnny Ray Salling zorgden voor tijdelijke wetgeving die het mogelijk maakt om de noodtoestand met een jaar te verlengen, zodat de infrastructuur kan worden hersteld.

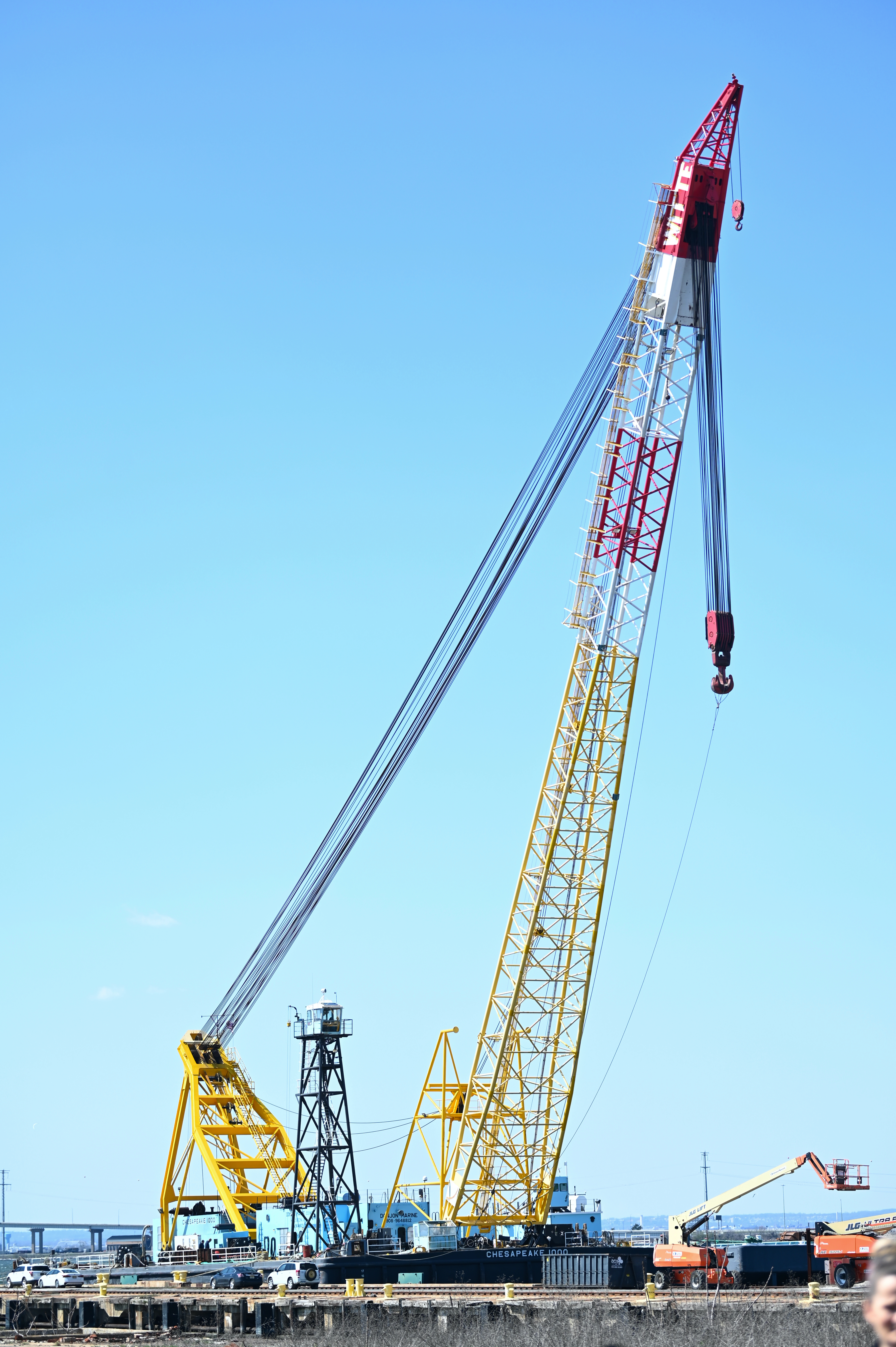
De Chesapeake 1000 ter plekke

Barclays en Morningstar DBRS schatten de totale schade op één tot vier miljard Amerikaanse dollar. De verzekering van de staat betaalt 350 miljoen dollar uit.

### Berging en opruiming
Het United States Army Corps of Engineers (USACE) ruimde de eerste brugdelen op, waarna de United States Navy met behulp van kranen de restanten opruimden. Hierbij werd onder meer gebruik gemaakt van kraanschip Chesapeake 1000. USACE stuurde 32 werknemers naar de locatie; de Navy 38. Ook werden elf andere specialisten opgetrommeld. Op 30 maart 2024 begonnen de bergingswerken om de haven van Baltimore opnieuw toegankelijk te maken voor waterverkeer. Op 2 april werd een tijdelijke alternatieve vaarroute tussen het puin van de brug in gebruik genomen.
Het containerschip kon niet wegvaren omdat een deel van de vernielde brug erop lag. 21 bemanningsleden bleven aan boord om het te onderhouden. Op 13 mei 2024 werden de restanten van de brug van het schip gehaald door middel van gecontroleerde explosies. Er moest nog geruimd worden om het schip volledig te deblokkeren, zodat normaal scheepvaartverkeer naar de lokale haven weer mogelijk werd. Nadat ongeveer 5 miljoen liter water uit het schip was gepompt, werd het op 20 mei weer vlot getrokken en door vijf sleepboten bij hoog water  naar de haven gesleept.

## Reacties en herstel

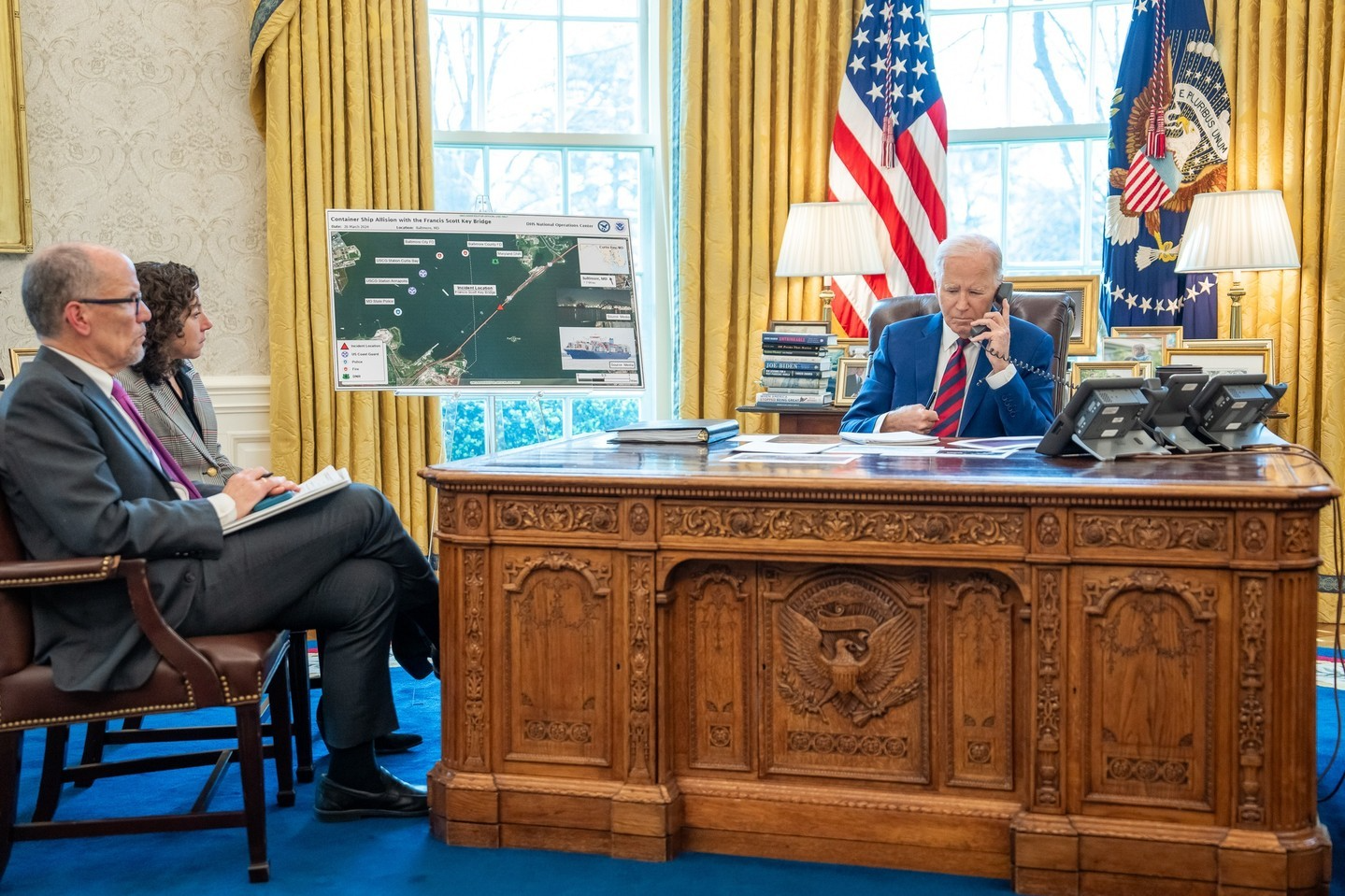
President Joe Biden wordt ingelicht over het relaas

De Amerikaanse president Joe Biden beloofde dat de federale overheid fondsen zal vrijmaken om de heropbouw van de brug te financieren. Er werd een bedrag van 60 miljoen dollar vrijgemaakt. Verwacht wordt dat het herstel jaren zal duren en honderden miljoenen dollars zal kosten.
Minister van Verkeer Pete Buttigieg gaf in een gesprek met gouverneur Wes Moore en burgemeester van Baltimore Brandon Scott aan hen op alle mogelijke vlakken te ondersteunen. Rafael Laveaga, de Mexicaanse ambassadeur in Maryland, bezocht Baltimore en sprak met de families van de slachtoffers. Ter plekke bevestigde hij dat één werknemer, afkomstig uit Michoacán, gered was. De Mexicaanse ambassade in Washington biedt eveneens ondersteuning aan de families van de slachtoffers. De Mexicaanse president, Andrés Manuel López Obrador, benoemde dat immigranten 's nachts te gevaarlijk werk moeten doen en leverde kritiek op enkele Amerikaanse politici.
Op 27 maart bedankten Moore en Biden de werknemers van het schip MV Dali voor het uitzenden van de mayday.
De Dali is op 13 november 2024 op de Fujian Huadong Shipyard aangekomen en is op 12 januari 2025 weer met proefvaarten op zee begonnen. In Maryland worden de voorbereidingen getroffen voor de juridische strijd naar aanleiding van de scheepsramp.